# Walter Goehr
Walter Goehr (ɡøːɐ̯; Berlino, 28 maggio 1903 – Sheffield, 4 dicembre 1960) è stato un compositore e direttore d'orchestra tedesco autore, tra l'altro, di musiche per il cinema.

## Biografia
Goehr nacque a Berlino, dove studiò con Arnold Schönberg e intraprese una carriera come direttore d'orchestra, prima di essere costretto come ebreo a cercare lavoro fuori dalla Germania dopo aver lavorato per la Radio di Berlino nel 1932. Fu invitato a diventare direttore musicale della Gramophone Company (più tardi EMI), quindi si trasferì a Londra. Nel 1937 diresse la London Philharmonic Orchestra nella prima registrazione della Sinfonia in do di Bizet. Durante i suoi anni come direttore dello staff di EMI diresse l'orchestra per molte registrazioni, tra cui accompagnamenti per arie cantate da Beniamino Gigli, Richard Tauber e Joseph Schmidt. Negli articoli più popolari, il suo nome appare sulle etichette discografiche come "G. Walter" o "George Walter". Diresse inoltre numerose registrazioni di concerti, tra cui alcune di Benno Moiseiwitsch, Myra Hess e altre. Dopo la guerra diresse per diverse piccole case discografiche con sede in Europa, anche per le registrazioni di concerti del pianista australiano, morto in giovane età, Noel Mewton-Wood.
Oltre a insegnare composizione in Gran Bretagna, istruiva anche gli allievi a dirigere, uno di questi era la giovane Wally Stott, in seguito nota come Angela Morley. In Inghilterra lavorò per la Columbia Record Company e tra il 1945 e il 1948 fu direttore della BBC Theatre Orchestra (predecessore della BBC Concert Orchestra di oggi); era anche un abile arrangiatore. Era uno dei molti musicisti di origine e formazione europea reclutati da Michael Tippett per lo staff del Morley College. Goehr condusse molte importanti anteprime al Morley, tra cui la prima esibizione britannica dei Vespri di Monteverdi del 1610.
Il suo primo lavoro di successo fu Malpopita nel 1931, un'opera appositamente creata per le trasmissioni radiofoniche. Questo lavoro non fu programmato per la sua prima esibizione dal vivo fino al 6 maggio 2004, a Berlino, quartiere Prenzlauer Berg, Sala Humboldt.
Nel 1942, fece un nuovo arrangiamento della suite per pianoforte di Mussorgsky Quadri di un'esposizione con una parte per pianoforte sussidiaria. Nel 1946 sistemò alcuni brani per pianoforte di Mussorgsky nella suite orchestrale Pictures from the Crimea. Nel 1947 Goehr compose la musica per l'acclamato film Grandi speranze, diretto da David Lean. Ha scritto diverse altre colonne sonore di film. Era anche noto per la direzione di colonne sonore di film, tra cui Un racconto di Canterbury, per il quale il suo amico Allan Gray aveva composto la colonna sonora.
Nel 1952 diresse la prima registrazione de L'incoronazione di Poppea, dirigendo l'Orchestra della Tonhalle di Zurigo in una performance dal vivo. La versione su LP, pubblicata nel 1954, vinse un Grand Prix du Disque nel 1954.
Ha anche diretto la première britannica di Sinfonia Turangalîla di Olivier Messiaen nel 1953.
Morì nel municipio di Sheffield, Regno Unito, il 4 dicembre 1960, subito dopo aver diretto un'esecuzione del Messia di Händel.
Suo figlio, Alexander Goehr, era un compositore che viveva nel Regno Unito.

## Filmografia selezionata
- The King of Paris (1930, French)
- The King of Paris (1930, German)
- Mezzanotte
- Invitation to the Waltz (1935)
- Gentiluomo dilettante - Il nuovo Robin Hood (1936)
- Secret Lives (1937)
- What a Man! (1938)
- Grandi speranze
- I'll Get You for This (1951)
- Controspionaggio